# 이현동산성
이현동산성(梨峴洞山城)은 대전광역시 대덕구 이현동에 있는 삼국시대의 산성이다. 1993년 6월 21일 대전광역시의 기념물 제31호로 지정되었다.

## 개요
계족산성에서 북쪽으로 약 1.3km 떨어진 곳에 있는 이 산성은 남북방향의 봉우리 두 개를 중심으로 말안장 모양의 평면형으로 축조되었다. 성은 둘레가 300m이고, 테뫼식 석축산성으로서 내탁외축<內托外築>하였는데, 성벽의 대부분이 무너져 내렸다. 남벽의 일부에서 높이 1.2m의 성벽이 남아 있고, 이곳에서의 성벽 축조는 계족산성의 성돌과 유사한 편암계<片岩系>의 돌을 가지고 쌓았는데, 성벽을 약간씩 안쪽으로 물려서 쌓았으나 축조방법은 조잡하다. 북벽의 통과지점은 능선의 경사도가 완만하기 때문에 석루<石壘>를 높게 쌓았다. 성안의 남쪽 봉우리에 크기 5m×6m, 깊이 80cm, 북쪽 봉우리에 크기 4m×5m, 깊이 80cm정도의 구덩이가 있다. 이는 저장시설 또는 봉수시설로 짐작된다.

## 현지 안내문
계족산성에서 동북쪽으로 약 1.3km 떨어진 곳에 있는 이 산성은 남북방향의 봉우리 두 개를 중심으로 말안장 모양으로 이루어진 지형에 테를 두르듯 돌을 쌓아 만든 백제시대 성이다. 성의 둘레는 300m 정도이며, 성벽은 안쪽 경사면을 깍아내고 바깥쪽에만 돌을 쌓는 수법을 사용하였는데, 성벽 대부분은 무너져 내렸다. 북벽은 바깥쪽 능선이 완만하여 석루를 높이 쌓아 취약점을 보완하였다. 또한 석루 끝에서 5m 정도 떨어진 곳에 적의 접근을 막기 위하여 흙을 파내어 해자를 만들었다. 성돌은 계족산성의 것과 비슷한 재질을 사용하였는데, 쌓는 방식은 일정한 규칙이 없다. 성내 시설로는 동벽과 서벽 사이의 평탄한 곳에 있는 건물터와 남쪽과 북쪽의 두 봉우리에 창고나 봉수대로 추정되는 둥근 모양의 구덩이가 있다. 계족산성의 북쪽을 보강하기 위해서 쌓았다.

## 참고 자료
- 이현동산성 - 국가유산청 국가유산포털